# Johann Friedrich Wilhelm Herbst
Johann Friedrich Wilhelm Herbst (1. listopadu 1743 Petershagen – 5. listopadu 1807 Berlín) byl německý přírodovědec a entomolog.
V Německu se stal Linnéovým pokračovatelem. Patřil mezi významné koleopterology.

## Dílo
- Naturgeschichte der Krabben und Krebse (1782–1804, 3 svazky)
- Anleitung zur Kenntnis der Insekten (1784–1786, 3 svazky)
- Natürliche Abbildungen der merkwürdigsten Insecten nach ihren Geschlechtern (1784–1785, 3 svazky)
- Johann Friedrich Wilhelm Herbst & Carl Gustav Jablonsky [Hrsg.]: Naturgeschichte der in- und ausländischen Insekten (1785–1806, 10 svazků)
- Einleitung zur Kenntnis der Würmer (1787–1788, 2 svazky)
- Versuch einer Naturgeschichte der Krabben und Krebse (1790)
- Natursystem der ungeflügelten Insekten (1797–1800, 4 díly).

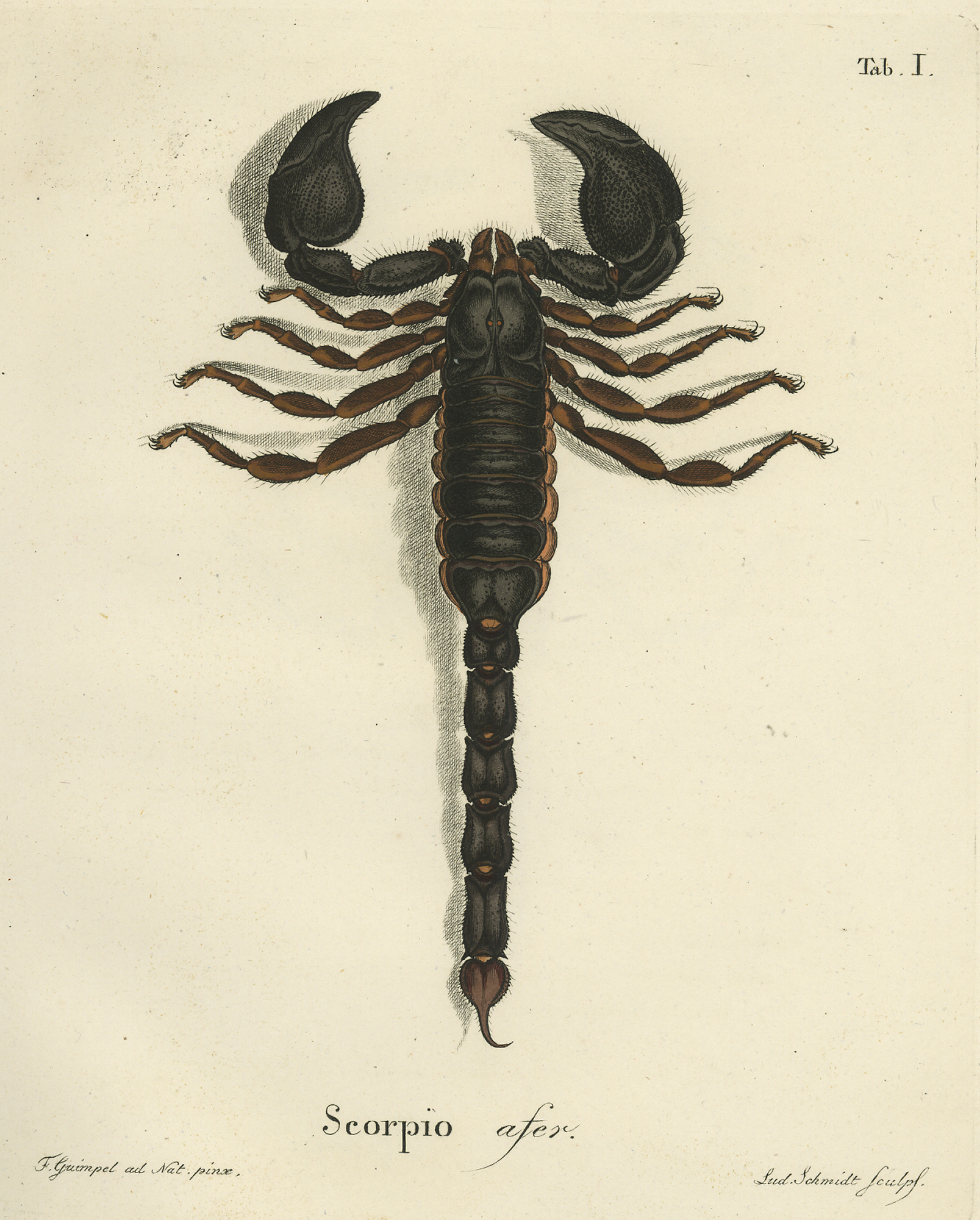
Scorpion Ilustrace z Natursystem der Ungeflügelten Insekten